# Chrysolina minuscula
Chrysolina minuscula é uma espécie de artrópode pertencente à família Chrysomelidae.